# Epidendrum platystomum
Epidendrum platystomum är en orkidéart som beskrevs av Eric Hágsater och Luis M. Sánchez. Epidendrum platystomum ingår i släktet Epidendrum och familjen orkidéer.
Artens utbredningsområde är Panamá. Inga underarter finns listade i Catalogue of Life.